# Rūdolfs Balcers
Rūdolfs Balcers (* 8. dubna 1997 Liepāja) je lotyšský lední hokejista, který momentálně hraje ve švýcarské nejvyšší soutěži za tým ZSC Lions.

## Hráčská kariéra
Jako junior hrál v Norsku za Stavanger Oilers s nímž v sezóně 2014-15 vyhrál v domácí lize vyhrál ligu. V roce 2015 byl draftován klubem San Jose Sharks v pátém kole na 142 místě.
Po třech letech strávených v Stavanger Oilers se přestěhoval do Ameriky kde se připojil k juniorskému týmu Kamloops Blazers z WHL.
Poté, co prožil úspěšnou sezonu s Kamloops podepsal tříletou smlouvu s San Jose Sharks a následně byl přidělen ma farmu Sharks do San Jose Barracuda
V roce 2018 byl prodán do klubu Ottawa Senators kde hraje doteď.
Balcers reprezentoval Lotyšsko v juniorech na MS do 18 let 2015, MS do 20 let 2017 a reprezentuje Lotyšsko i v seniorech a hrál na Mistrovství světa v ledním hokeji 2018 kde postoupil s reprezentací do play-off a skončili na 8 místě a na Mistrovství světa v ledním hokeji 2019 kde nedokázali postoupit ze skupiny a skončili na 10 místě.

## Statistiky

### Klubové statistiky
| Sezona     | Klub                | Soutěž     | Základní část | Základní část | Základní část | Základní část | Základní část | Play off | Play off | Play off | Play off | Play off |
| Sezona     | Klub                | Soutěž     | Z             | G             | A             | B             | TM            | Z        | G        | A        | B        | TM       |
| ---------- | ------------------- | ---------- | ------------- | ------------- | ------------- | ------------- | ------------- | -------- | -------- | -------- | -------- | -------- |
| 2013/14    | Stavanger Oilers    | GET        | 2             | 0             | 1             | 1             | 0             | —        | —        | —        | —        | —        |
| 2014/15    | Stavanger Oilers    | GET        | 36            | 8             | 13            | 21            | 8             | —        | —        | —        | —        | —        |
| 2015/16    | Stavanger Oilers    | GET        | 43            | 15            | 9             | 24            | 16            | 17       | 6        | 4        | 10       | 4        |
| 2016/17    | Kamloops Blazers    | WHL        | 66            | 40            | 37            | 77            | 16            | 6        | 2        | 1        | 3        | 0        |
| 2017/18    | San Jose Barracuda  | AHL        | 67            | 23            | 25            | 48            | 12            | 4        | 2        | 2        | 4        | 6        |
| 2018/19    | Belleville Senators | AHL        | 43            | 17            | 14            | 31            | 4             | —        | —        | —        | —        | —        |
| 2018/19    | Ottawa Senators     | NHL        | 36            | 5             | 9             | 14            | 10            | —        | —        | —        | —        | —        |
| 2019/20    | Belleville Senators | AHL        | 33            | 16            | 20            | 36            | 14            | —        | —        | —        | —        | —        |
| 2019/20    | Ottawa Senators     | NHL        | 15            | 1             | 2             | 3             | 10            | —        | —        | —        | —        | —        |
| 2020/21    | Stavanger Oilers    | GET        | 10            | 7             | 8             | 15            | 18            | —        | —        | —        | —        | —        |
| 2020/21    | San Jose Sharks     | NHL        | 41            | 8             | 9             | 17            | 16            | —        | —        | —        | —        | —        |
| 2021/22    | San Jose Sharks     | NHL        | 61            | 11            | 12            | 23            | 20            | —        | —        | —        | —        | —        |
| 2022/23    | Florida Panthers    | NHL        | 14            | 2             | 2             | 4             | 4             | —        | —        | —        | —        | —        |
| 2022/23    | Tampa Bay Lightning | NHL        | 3             | 1             | 0             | 1             | 0             | —        | —        | —        | —        | —        |
| 2022/23    | Syracuse Crunch     | AHL        | 36            | 8             | 7             | 15            | 22            | 5        | 0        | 1        | 1        | 2        |
| NHL celkem | NHL celkem          | NHL celkem | 170           | 28            | 34            | 62            | 50            | 0        | 0        | 0        | 0        | 0        |

### Juniorská reprezentace
| Turnaj                   | Místo konání               | Z  | G | A | B | TM | Umístění  |
| ------------------------ | -------------------------- | -- | - | - | - | -- | --------- |
| MS do 18 let 2015        | Švýcarsko (Zug, Lucern)    | 6  | 2 | 4 | 6 | 2  | 9. místo  |
| MS do 20 let 2017        | Kanada (Montréal, Toronto) | 6  | 1 | 1 | 2 | 12 | 10. místo |
| Celkem na juniorských MS |                            | 12 | 3 | 5 | 8 | 14 |           |

### Seniorská reprezentace
| Turnaj       | Místo konání                   | Z  | G | A  | B  | TM | Umístění  | Soupisky         |
| ------------ | ------------------------------ | -- | - | -- | -- | -- | --------- | ---------------- |
| MS 2018      | Dánsko (Kodaň, Herning)        | 8  | 4 | 2  | 6  | 0  | 8. místo  | Soupiska MS 2018 |
| MS 2019      | Slovensko (Bratislava, Košice) | 7  | 1 | 8  | 9  | 0  | 10. místo | Soupiska MS 2019 |
| MS 2022      | Finsko (Helsinky, Tampere)     | 7  | 3 | 2  | 5  | 2  | 10. místo | Soupiska MS 2022 |
| Celkem na MS |                                | 15 | 5 | 10 | 15 | 2  |           |                  |